# Mesenosaurus romeri
Il mesenosauro (Mesenosaurus romeri) è un tetrapode estinto, appartenente ai pelicosauri. Visse nel Permiano medio (circa 268 milioni di anni fa) e i suoi resti fossili sono stati ritrovati in Russia.

## Descrizione
Questo animale era di piccole dimensioni, e la lunghezza doveva aggirarsi intorno ai 40 - 60 centimetri. L'aspetto doveva essere molto simile a quello di una grossa lucertola. Il cranio era lungo e basso, dotato di un'orbita insolitamente grande e allungata. Il muso di Mesenosaurus era unico tra gli amnioti paleozoici, essendo formato essenzialmente dalla premascella e avendo un profilo rettangolare, con una punta troncata in vista dorsale (Reisz e Berman, 2001). 
I denti erano piccoli e aguzzi, e l'ultimo dente del mascellare si trovava al di sotto della parte posteriore dell'orbita. Erano presenti grandi denti canini formi. Il collo era piuttosto allungato rispetto ad altre forme simili, come Varanops e Aerosaurus. Le costole dorsali corte indicano che il corpo era esile e sottile, mentre l'osso sacro era ampio. La coda era molto sottile. Le zampe erano dotate di ossa snelle e dritte. Il paio posteriore era molto più lungo di quello anteriore.

## Classificazione
Mesenosaurus romeri venne descritto per la prima volta nel 1938 da Efremov, sulla base di un resto incompleto proveniente dalla regione di Arcangelo, nella zona del fiume Mezen (formazione Krasnoshchel'). Efremov lo attribuì con qualche dubbio ai pelicosauri varanopseidi, così come pochi anni dopo fecero Romer e Price (1940). Ulteriori esemplari più completi ma mal conservati portarono a un nuovo studio di Ivachnenko (1978), che attribuì Mesenosaurus ai diapsidi, e lo considerò addirittura come il più antico arcosauro. Nuovi studi riguardo l'anatomia cranica misero però in luce definitivamente le parentele di Mesenosaurus con i varanopseidi, in particolare con i nordamericano Mycterosaurus (Reisz e Berman, 2001).